# U-35 (1936)
U-35 – niemiecki okręt podwodny (U-Boot) typu VII A z okresu II wojny światowej.
W czasie hiszpańskiej wojny domowej brał udział w tajnej operacji „Ursula”, podczas której odbył 3 patrole bojowe na hiszpańskich wodach terytorialnych.
W czasie II wojny światowej odbył 3 patrole bojowe spędzając w morzu 52 dni. Zatopił 4 statki o łącznym tonażu 7.850 BRT i uszkodził jeden (6.014 BRT).
Zatopiony 29 listopada 1939 na Morzu Północnym na pozycji 60.53N, 02.47E przez brytyjskie niszczyciele: HMS „Icarus”, HMS „Kingston” i HMS „Kashmir”. Uratowano całą załogę – 43 oficerów i marynarzy.
Wrak U-35 został odnaleziony w 1986.

## Przebieg służby
- 03.11.1936 – 31.08.1939 – 2. Flotylla U-bootów „Saltzwedel”, Wilhelmshaven (flotylla bojowa)
- 01.09.1939 – 29.11.1939 – 2. Flotylla U-bootów „Saltzwedel”, Wilhelmshaven (flotylla bojowa)
- 29.11.1939 – zatopiony